# Тимусь Юрій Володимирович
Тимусь Юрій Володимирович (2 травня 1987 року — 31 березня 2022 року с. Рибацьке, Донецька область) — український військовослужбовець, підполковник Збройних Сил України, військовий льотчик 1 класу,  інструктор — командир гелікоптера Мі-8 16-й окремої бригади армійської авіації, учасник російсько-української війни та миротворчих місій в Африці. Герой України (2024, посмертно).

## Життєпис
Народився 2 травня 1987 року у с. Дітківці Бродівського району Львівської області.
У 2008 році після закінчення Харківського національного університету Повітряних сил імені Івана Кожедуба розпочав службу у 16-й окремій бригаді армійської авіації.
Неодноразово брав участь у миротворчих місіях ООН в Ліберії і Конго. З 2014 року захищав територіальну цілісність та сувернітет України, виконував завдання в АТО/ООС.
Військовий льотчик 1 класу.
З початком російського вторгнення 2022 року здійснював оборону Києва, за що був нагородженим орденом «За мужність» ІІІ ступеня.
Загинув 31 березня 2022 року разом із членами екіпажу Іваном Ваховським та Денисом Бадікой під час виконання бойового завдання з забезпечення медикаментами та продовольством на завод «Азовсталь» у м. Маріуполь та евакуації тяжкопоранених українських військових. Росіяни збили український вертоліт Мі-8, в районі села Рибацького Маріупольського району. Це був п'ятий із семи рейсів на «Азовсталь».
Похований 20 березня 2024 року на Центральному кладовищі у місті Броди Львівської області.
Залишилися дружина та троє дітей.

## Нагороди
- Звання Герой України з удостоєнням ордена «Золота Зірка» (30 вересня 2024, посмертно) — за особисту мужність і героїзм, виявлені у захисті державного суверенітету та територіальної цілісності України, самовіддане служіння Українському народові[2];
- орден «За мужність» III ступеня (10 березня 2022) — за особисту мужність і самовіддані дії, виявлені у захисті державного суверенітету та територіальної цілісності України, вірність військовій присязі[3].
- За участь в антитерористичній операції
- Нагрудний знак «За зразкову службу»
- Медаль «15 років сумлінної служби»
- Нагрудний знак «Учасник АТО»
- Відзнака командувача об'єднаних сил «Козацький хрест ІІІ ст.»
- Відзнака командувача об'єднаних сил «Козацький хрест ІІ ст.»